# Daniel Lange
Daniel Lange (* 1974 in West-Berlin) ist ein deutscher Fernsehjournalist, Reporter und Filmemacher. Bekannt wurde er als Livereporter der Sat.1-Sendung Akte – Reporter kämpfen für Sie und als Moderator der Sat.1-Sendung Lange Undercover.

## Leben und Karriere
Daniel Lange wuchs in Berlin-Neukölln auf und verbrachte seine gesamte Jugend in der häufig als Problemkiez bezeichneten Gropiusstadt.
Lange betonte in Interviews und Talkshows häufig, dass die dort erfolgte Sozialisierung sich maßgeblich auf seinen journalistischen Zugang zu Randgruppen und Parallelwelten ausgewirkt habe. Er arbeitete über viele Jahre als Polizeireporter und freier Journalist im Print- und Fotojournalismus für die großen Tageszeitungen, wie Bild und Berliner Morgenpost. Er versorgte Leser mit tagesaktuellen Informationen, Fotos und Videos zu gesellschaftsrelevanten Geschehnissen oder Straftaten.
2004 wechselte er als Redakteur und Livereporter zur Firma Meta productions GmbH, die u. a. für den Fernsehsender Sat.1 das Reportermagazin Akte – Reporter kämpfen für Sie produziert. Für die Sendung Akte – Reporter kämpfen für Sie trat er in den Jahren 2004–2014 als Reporter vor der Kamera auf und drehte über 400 Fernsehreportagen, fast ausschließlich im Bereich Kriminalitäts- und Investigativjournalismus, für das Sat.1-Magazin. Einige seiner Reportagen erhielten auch über die Sendung hinaus Aufmerksamkeit.
Für den Akte-Ableger Akte Spezial spürte er Pädophile in Chatrooms für Kinder und Jugendliche auf und stellte sie vor der Kamera zur Rede. Lange war häufig Talkgast in verschiedenen Fernsehsendungen, u. a. im Sat.1-Frühstücksfernsehen, wo er über seine Reportagen und Erfahrungen als Reporter u. a. über seine Einsätze mit versteckter Kamera oder seine Erfahrungen in Krisengebieten berichtete.
Sat.1 setzte ihn ab 2013 als Moderator der Sendung Lange Undercover ein.
Seit Juni 2014 arbeitet Daniel Lange als freier Journalist und Auftragsproduzent für verschiedene Sender und Produktionsfirmen, u. a. für Al Jazeera, Vice, Endemol und BBC.
Daniel Lange lebt in Berlin, ist verheiratet und Vater eines Sohnes.

## Lange Undercover
Lange Undercover war eine investigative Reportersendung des Senders Sat.1, die sich im Schwerpunkt mit Missständen in Deutschland beschäftigte, deren Ursprünge im Ausland zu finden sind. Lange war Namensgeber und Moderator der Sendung, die Sat.1 bis zum Juni 2014, immer Dienstags, im Anschluss an Akte – Reporter kämpfen für Sie ausstrahlte.
Trotz der relativ späten Sendezeit ab 23:15 Uhr erzielte die Sendung überdurchschnittlich hohe Einschaltquoten und vorwiegend positive Kritiken. Thematisch befasste sich das Format u. a. mit Zwangsprostitution, Schlepper- und Schleuserkriminalität und der Nigeria-Connection. Die Dreharbeiten fanden u. a. in Lagos (Nigeria) und dem sogenannten Roma-Slum Shutka in Mazedonien statt.
Im Juni 2014 wurde die Sendung jedoch von Sat.1 abgesetzt, nachdem ihm Verstöße gegen die journalistische Sorgfaltspflicht vorgeworfen wurden.

## Kritik, Vorwürfe und Klärung
Als Reporter für die Sendung Akte – Reporter kämpfen für Sie und als Moderator für Lange Undercover polarisierte Lange. Ihm wurde z. B. vom Magazin Der Spiegel vorgeworfen, dass er „mit den gezeigten Missständen in seiner bullig-offensiven Art manchmal gleich selbst vor der Kamera aufräumte“, während andere Kritiker äußerten, „wie effektiv Lange sie aber aneinanderreiht, mit Randinformationen unterfüttert und auch emotional greifbar macht“, dies sei dennoch gut gemachtes Enthüllungsfernsehen.
Im Juni 2014 wurde die Sendung durch Sat.1 ohne Ankündigung abgesetzt, da anonyme Hinweise auf Verstöße gegen die journalistische Sorgfaltspflicht eingegangen waren. Vorgeworfen wurde, dass manche Teile in Lange Undercover inszeniert und nachgestellt worden seien. Eine spätere abschließende Untersuchung der Vorwürfe durch Sat.1 ergab jedoch, dass lediglich eine Moderation, ein sogenannter „Aufsager“, in der Folge Lange Undercover jagt die Schleppermafia nachgedreht wurde und widerlegte alle weiteren Behauptungen.
Der Spiegel berichtete später, dass „bis auf den Vorwurf der verfälschenden Moderation … inzwischen alle Vorwürfe durch eine Untersuchung des Senders entkräftet worden“ seien. Im späteren Verlauf wurden die daraus resultierenden Ereignisse in der Medienbranche als „Lange-Skandal“ bezeichnet.
Der „Lange-Skandal“ führte zu einer Umstrukturierung der Redaktion und Geschäftsleitung der produzierenden Firma Meta productions GmbH, sowie zur Entlassung der verantwortlichen ausführenden und geschäftsführenden Fernsehproduzenten. Lange verließ die Meta productions GmbH auf eigenen Wunsch und begründete diesen Schritt mit der Aussage, er habe sich in Bezug auf die Vorwürfe gegen das Format und seine Person nicht ausreichend unterstützt gefühlt.
In mehreren Interviews kritisierte er später die Produktionsbedingungen des Formats und den fehlenden Rückhalt innerhalb der Redaktion. Er bemängelte öffentlich, dass er lediglich als weisungsbefugter Moderator, Namensgeber und Gesicht eingesetzt wurde, während die gesamte redaktionelle Arbeit von Produzenten und Rechercheuren übernommen wurde, die vorher nicht in dem besondere Anforderungen stellenden Bereich des investigativen Journalismus gearbeitet hätten, was zu schweren Kommunikationsproblemen führte.
Der „Akte“-Moderator und Gründer der Produktionsfirma Meta productions GmbH, Ulrich Meyer, der viele Jahre auch deren Geschäftsführer gewesen ist, bezeichnete Lange in einem Interview mit der Bild am Sonntag als einen außergewöhnlich mutigen und ausdauernden Reporter, mit dem er über 10 Jahre zusammengearbeitet habe.

## RT DE
Ab 2016 produzierte Lange rund 20 Videodokumentationen für den Sender RT DE. Von Juli 2019 bis zu seiner Kündigung am 8. März 2021 war er fest bei RT DE angestellt. Gegenüber der Zeitung Bild behauptete Lange im März 2021, RT habe ihn beauftragt Alexei Anatoljewitsch Nawalny zu observieren, als dieser in der Berliner Charité behandelt wurde. Lange und ein deutscher Kollege sollten versuchen, in das Krankenhaus einzudringen. Dies gelang ihnen jedoch nicht. Nach Langes Einschätzung sei er wie ein Agent benutzt worden. Über seine Zeit bei RT veröffentlichte Lange im März 2021 das Enthüllungsbuch INSIDE RT Deutsch: Putins Medienarmee in Deutschland.